# Велесова книга
Велесова книга (Книга Велеса, Влес книга) е книга, съдържаща разностранна информация относно езическите вярвания на древните славяни, предполагаемо за периода 7 век пр.н.е. – 9 век. Текстовете във Велесовата книга са на староруски или на непозната от друг източник редакция на старославянския, и са изписани с уникални руни, напомнящи някои германски руни, латински и кирилски букви. Според някои автори „книгата“ е автентичен древнославянски паметник, а според други е фалшификат, изготвен през 19 век.
Макар в науката да се е наложил силен скептицизъм относно автентичността на този сборник, последователите на съвременното Родоверие често позовават вярата и ритуалите си на него, считайки го за свещена книга.
Според Александър Стойчев Велесовата книга е написана от Боян мага.